# 阿尔缅·姆克尔强
阿尔缅·姆克尔强（1973年10月6日—），亚美尼亚男子摔跤运动员。他曾代表亚美尼亚参加1996年夏季奥林匹克运动会摔跤比赛，获得男子自由式48公斤级银牌。